# Cure for Pain
Cure For Pain è il secondo album pubblicato dai Morphine, distribuito dalla Rykodisc nel 1993. Le canzoni Sheila e In Spite of Me vengono usate come colonna sonora nel film indipendente del 1994 Spanking the Monkey.

## Tracklist
1. Dawna - 0:44 ^
2. Buena - 3:19
3. I'm Free Now - 3:24
4. All Wrong - 3:40
5. Candy - 3:14
6. A Head With Wings - 3:39
7. In Spite of Me - 2:34 ^
8. Thursday - 3:26
9. Cure for Pain - 3:13
10. Mary Won't You Call My Name? - 2:29
11. Let's Take a Trip Together - 2:59 ^
12. Sheila - 2:49
13. Miles Davis' Funeral - 1:41 ^

## Crediti

### Produzione
- Prodotto da Paul Q Kolderie
- Tracce scritte, registrate e mixate da Mark Sandman

### Formazione
- Mark Sandman - basso; tritar; chitarra; organo; voce.
- Dana Colley - saxofono baritono; saxofono tenore; coro.
- Jermone Deupree - batteria;
- Billy Conway - batteria tracce 9,11; cocktail drum traccia 8.
- Jimmy Ryan - mandolino traccia 7
- Ken Winokur - percussioni traccia 13